# Войнин
Войнин (укр. Войнин) — село в Затурцевской сельской общине Владимирского района Волынской области Украины.
До 2020 года входило в Локачинский район.
Код КОАТУУ — 0722486302. Население по переписи 2001 года составляет 364 человека. Почтовый индекс — 45540. Телефонный код — 3374. Занимает площадь 1,84 км².